# دتن بيتون
دتن بيتون (بالعبرية: דן ביטון‏) (20 يوليو 1995 ببئر السبع في إسرائيل - ) هو لاعب كرة قدم إسرائيلي في مركز جناح ‏. لعب مع نادي هبوعيل بئر السبع.

## وصلات خارجية
- دتن بيتون على موقع قاعدة بيانات كرة القدم.إي يو (الإنجليزية)
- دتن بيتون على موقع ناشيونال فوتبول تيمز (الإنجليزية)
- دتن بيتون على موقع Soccerway.com (الإنجليزية)
- دتن بيتون على موقع AS.com (الإسبانية)